# 孙颖迪
孙颖迪（1980年10月19日—），出生于上海，中国钢琴家。孙颖迪3歲開始學琴，曾在上海音乐学院学习钢琴演奏，並师从罗霄、陈彦新及盛一奇。曾於2005年在乌得勒支举行的第七届国际李斯特钢琴比赛中获得一等奖。他還獲得過第二届全国金钟奖钢琴比赛铜奖。後來出任上海音乐学院教师。